# Universidad Gran Mariscal de Ayacucho
La Universidad Nororiental Privada "Gran Mariscal de Ayacucho" (UGMA)  es una Universidad Privada con sede principal en Barcelona y con Núcleos en Maturín, Anaco, Ciudad Bolívar, Puerto Ordaz, El Tigre y Cumaná. 
De la Universidad Nororiental Privada "Gran Mariscal de Ayacucho" (UGMA) Nació la Millennia Atlantic University,(Mau) La cual es un Instituto Venezolano con sede en Miami, Florida y con destacados reconocimientos mundiales en Leyes y Finanzas.
También tiene acuerdos con Univerxity, Unitec, Eseune, Universia, fundacionceas, Educare y Uab Con sede en Barcelona, España.

## Facultades

### Ciencias Económicas y Sociales
- Administración de empresas
- Economía
- Contaduría
- Psicología

### Ingeniería
- Ingeniería Civil
- Ingeniería Informática
- Ingeniería en Telecomunicaciones
- Ingeniería de Sistemas
- Ingeniería del Ambiente y de los Recursos Naturales
- Ingeniería de Administración de Obras
- Ingeniería en Mantenimiento Industrial
- Ingeniería de Gas

### Derecho
- Derecho

### Odontología
- Odontología

### Postgrados
Especialización en Derecho Penal y Criminología.

### Autoridades Universitarias
- Rector Edgar Ortiz Ordaz
- Vicerrector Luis Eduardo Martínez H.
- Vicerrector Aristides Maza Duerto
- Secretario Francisco Astudillo
- Sociedad Civil Promotora Freddy Maza Tirado

## Sedes
- Barcelona
- Anaco (Estado Anzoátegui)
- Cumaná (Estado Sucre)
- Ciudad Guayana (Estado Bolívar)
- El Tigre (Estado Anzoátegui)
- Ciudad Bolívar (Estado Bolívar)
- Maturín (Estado Monagas)